# Chris Coons
Christopher Andrew "Chris" Coons, född 9 september 1963 i Greenwich, Connecticut, är en amerikansk politiker. Han representerar delstaten Delaware i USA:s senat sedan den 15 november 2010.
Coons växte upp i Hockessin i New Castle County i Delaware. Vid Amherst College i Massachusetts studerade han både kemi och statsvetenskap; sin kandidatexamen tog han år 1985. Sju år senare avlade han både master i religion (M.A.R.) med etik som huvudämne vid Yale Divinity School och juristexamen vid Yale Law School. Under studietiden, år 1988, bytte han parti från Republikanska partiet till Demokratiska partiet. Han ledde lokalförvaltningen i New Castle County som County Executive åren 2005–2010.
Joe Biden vann år 2008 en sjunde mandatperiod i senaten samtidigt som han valdes till USA:s vicepresident. Följaktligen avgick Biden som senator för Delaware redan några veckor efter att ha inlett den sexåriga mandatperioden. Guvernör Ruth Ann Minner utnämnde Ted Kaufman till senaten fram till fyllnadsvalet 2010. Demokraterna nominerade Coons som partiets kandidat, medan Christine O'Donnell, en av Tea Party-rörelsens mest kända profiler, besegrade Michael Castle i republikanernas primärval. Coons vann fyllnadsvalet, som ordnades i samband med mellanårsvalet i USA 2010, med 56,6 % av rösterna mot 40 % för O'Donnell.